# Alexander Schmid
Alexander Schmid (Fischen im Allgäu, 9 giugno 1994) è uno sciatore alpino tedesco, campione mondiale nel parallelo a Courchevel/Méribel 2023.

## Biografia
Alexander Schmid ha esordito in gare FIS il 19 dicembre 2009 a Sankt Moritz in slalom speciale, piazzandosi 19º, in Coppa Europa il 17 febbraio 2012 a Oberjoch in slalom gigante, classificandosi 37º, e in Coppa del Mondo il 26 ottobre 2014 a Sölden in slalom gigante, senza qualificarsi per la seconda manche.
Il 9 febbraio 2015 ha colto a Oberjoch in slalom gigante la sua prima vittoria, nonché primo podio, in Coppa Europa; ai XXIII Giochi olimpici invernali di Pyeongchang 2018, sua prima presenza olimpica, non ha completato la prova di slalom gigante e l'anno dopo ai Mondiali di Åre, suo esordio iridato, è stato 8º nello slalom gigante. Il 9 febbraio 2020 ha ottenuto a Chamonix in slalom parallelo il suo primo podio in Coppa del Mondo (3º) e ai Mondiali di Cortina d'Ampezzo 2021 ha vinto la medaglia di bronzo nella gara a squadre, si è piazzato 4º nello slalom parallelo e non ha completato lo slalom gigante. Ai XXIV Giochi olimpici invernali di Pechino 2022 ha vinto la medaglia d'argento nella gara a squadre, è stato 19º nello slalom speciale e non ha completato lo slalom gigante; ai Mondiali di Courchevel/Méribel 2023 ha vinto la medaglia d'oro nel parallelo, si è classificato 15º nello slalom gigante e 6º nella gara a squadre e non ha completato lo slalom speciale.

## Palmarès

### Olimpiadi
- 1 medaglia:
  - 1 argento (gara a squadre a Pechino 2022)

### Mondiali
- 2 medaglie:
  - 1 oro (parallelo a Courchevel/Méribel 2023)
  - 1 bronzo (gara a squadre a Cortina d'Ampezzo 2021)

### Mondiali juniores
- 1 medaglia:
  - 1 bronzo (gara a squadre a Hafjell 2015)

### Coppa del Mondo
- Miglior piazzamento in classifica generale: 33º nel 2021
- 3 podi (1 in slalom gigante, 2 in parallelo):
  - 3 terzi posti

#### Coppa del Mondo - gare a squadre
- 2 podi:
  - 1 secondo posto
  - 1 terzo posto

### Coppa Europa
- Miglior piazzamento in classifica generale: 57º nel 2015
- 1 podio:
  - 1 vittoria

#### Coppa Europa - vittorie
| Data            | Località | Paese    | Specialità |
| --------------- | -------- | -------- | ---------- |
| 9 febbraio 2015 | Oberjoch | Germania | GS         |

Legenda:

GS = slalom gigante

### Far East Cup
- Miglior piazzamento in classifica generale: 15ª nel 2017
- 3 podi:
  - 1 vittoria
  - 2 terzi posti

#### Far East Cup - vittorie
| Data         | Località | Paese    | Specialità |
| ------------ | -------- | -------- | ---------- |
| 8 marzo 2017 | Engaru   | Giappone | GS         |

Legenda:

GS = slalom gigante

### Campionati tedeschi
- 6 medaglie:
  - 4 ori (slalom gigante, slalom speciale nel 2015; slalom gigante, slalom speciale nel 2022)
  - 1 argento (slalom gigante nel 2019)
  - 1 bronzo (slalom gigante nel 2021)